# Macropharyngodon bipartitus
Macropharyngodon bipartitus là một loài cá biển thuộc chi Macropharyngodon trong họ Cá bàng chài. Loài này được mô tả lần đầu tiên vào năm 1957.

## Từ nguyên
Từ định danh của loài cá này, bipartitus, trong tiếng Latinh có nghĩa là "có hai phần" (bi: "hai" + partitus: "phần, bộ phận"), hàm ý có lẽ đề cập đến kiểu màu của cá đực: sọc ở thân trước và đứt đoạn thành các vệt đốm ở thân sau.

## Phạm vi phân bố và môi trường sống
M. bipartitus có phạm vi phân bố ở Ấn Độ Dương. Từ bờ biển Oman–Yemen, loài này được ghi nhận dọc theo bờ biển Đông Phi, từ Zanzibar trải dài về phía nam đến Nam Phi, bao gồm Madagascar và các đảo quốc lân cận, phía đông trải dài đến Maldives và quần đảo Chagos.
M. bipartitus sống xung quanh các rạn san hô trên nền đáy cát trong các đầm phá và vùng biển ngoài khơi ở độ sâu đến 30 m.
Phân loài M. bipartitus marisrubri có phạm vi phân bố giới hạn Biển Đỏ, đã được công nhận là loài hợp lệ, Macropharyngodon marisrubri.

## Mô tả
M. bipartitus có chiều dài cơ thể tối đa được ghi nhận là 13 cm. Đầu và thân trước của cá đực có các dải sọc màu đỏ sẫm và xanh lục; các vệt đỏ được viền sẫm. Thân sau có vệt đốm màu đỏ và xanh lam. Cá cái có màu đỏ cam lốm đốm các vệt trắng. Đầu màu vàng có các vệt đốm màu đen. Bụng và ngực có một mảng màu đen với các vệt đốm màu xanh lam sáng.
Số gai ở vây lưng: 9; Số tia vây ở vây lưng: 11; Số gai ở vây hậu môn: 3; Số tia vây ở vây hậu môn: 11; Số tia vây ở vây ngực: 12.

## Sinh thái
Thức ăn của M. bipartitus là các loài thủy sinh không xương sống nhỏ ở tầng đáy. Cá cái có xu hướng hợp thành các nhóm nhỏ, còn cá đực thường sống đơn độc hoặc bắt cặp với một con cá cái. Chúng vùi mình vào dưới cát để tránh sự nguy hiểm.